# Gliese 86 b
Gliese 86 b, por vezes referido como Gliese 86 Ab (de modo a distinguir o planeta da estrela companheira "B") e ou reduzida, para GL 86 b, é um planeta extrassolar localizado em torno de 36 anos-luz de distância da Terra, na constelação de Eridanus. O planeta foi descoberto orbitando uma estrela da sequência principal do tipo K (Gliese 86) por cientistas franceses em novembro de 1998.

## Características
O planeta orbita muito perto de sua estrela hospedeira, completando uma órbita a cada 15,78 dias. As medições astrométrica preliminares feitas com o satélite Hipparcos sugerem que o planeta tem uma inclinação orbital de 164,0° e uma massa 15 vezes maior do que a massa de Júpiter, o que tornaria o objeto em uma anã marrom. No entanto, uma análise mais aprofundada sugere que as medições astrométricas do Hipparcos não são precisas o suficiente para determinar com fiabilidade a órbita do companheiro subestelar, assim, a inclinação orbital e verdadeira massa do candidato a planeta permanecem desconhecidas. Ele foi descoberto pelo Telescópio Leonhard Euler de 1,2 metros operado pelo Observatório de Genebra.
As medições da velocidade radial de Gliese 86 mostram uma tendência linear uma vez que o movimento devido a este planeta é retirado. Isto pode ser associado com o movimento orbital da anã branco.